# Peyveste Emuhvari

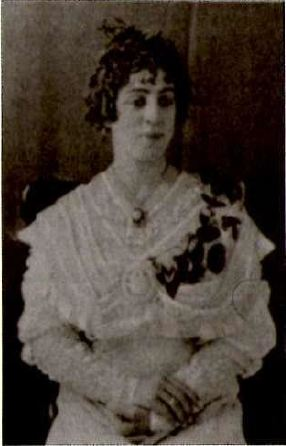

Rabia Peyveste Emuhvari (* 10. Mai 1873 in Pizunda, Abchasien, Russisches Kaiserreich; † 1944 in Paris) war die zehnte Frau des osmanischen Sultans Abdülhamid II.
Peyveste war die Tochter des Prinzen Osman-Bey Emuhvari und der Prinzessin Hesna Chaabalurchva. Während des Kaukasuskrieges 1877 emigrierte ihre Familie nach Istanbul, wo sie an den Sultanshof vermittelt und in die Dienste der Oberhofmeisterin gegeben wurde. Sultan Abdülhamid II. verliebte sich in die schöne abchasische Prinzessin mit den hellgrünen Augen und langen kastanienbraunen Haaren und ehelichte sie am 24. Januar 1893 im Yıldız-Palast. Ein Jahr nach ihrer Vermählung gebar Peyveste den Prinzen Abdurrahim. Sultan Abdülhamid war so glücklich über die Geburt seines Sohnes, dass er seiner jungen Frau ein kleines Palais bauen ließ.
Doch Peyveste vermochte den Sultan nicht an sich zu binden; schon im Frühling 1896 wandte sich der Sultan seiner neuen Favoritin Fatma Pesend zu, die er kurz darauf ebenfalls heiratete und zu seiner 11. Gemahlin machte. Peyveste, enttäuscht über ihren Mann, zog sich vom Hofleben zurück und war seither nur noch mit der Erziehung ihres Sohnes beschäftigt.
Während der Jungtürken-Revolution begleitete Peyveste, die inzwischen zur Großfürstin erklärt wurde, ihren abgesetzten Mann nach Thessaloniki ins Exil. Ein Jahr darauf kehrte sie mit ihrem Sohn nach Istanbul zurück. 1924 ging sie ins zweite Exil und wohnte erst mit ihrem Sohn in Neapel und Rom; schließlich ließ sie sich in Paris nieder, wo sie 1944 starb.
Großfürstin Peyveste wurde auf dem muslimischen Friedhof von Bobigny bei Paris beigesetzt.